# コール・サルサー
コール・ヤング・サルサー（Cole Young Sulser, 1990年3月12日 - ）は、アメリカ合衆国カリフォルニア州サンディエゴ郡サンタイサベル出身のプロ野球選手（投手）。右投右打。MLBのタンパベイ・レイズ所属。
弟のボー・サルサーも同じくメジャーリーガー（投手）である。

## 経歴

### プロ入り前
ダートマス大学時代の2012年にはトミー・ジョン手術を受けている。

### プロ入りとインディアンス傘下時代
2013年のMLBドラフト25巡目（全体741位）でクリーブランド・インディアンスから指名され、プロ入り。契約後、傘下のA-級マホーニングバレー・スクラッパーズでプロデビュー。15試合（先発9試合）に登板して3勝2敗、防御率1.83、60奪三振を記録した。
2014年はA級レイクカウンティ・キャプテンズとA+級カロライナ・マドキャッツでプレーし、2球団合計で27試合（先発25試合）に登板して4勝14敗、防御率5.43、129奪三振を記録した。
2015年は2度目となるトミー・ジョン手術を受け、全休した。
2016年はA+級リンチバーグ・ヒルキャッツ、AA級アクロン・ラバーダックス、AAA級コロンバス・クリッパーズでプレーし、3球団合計で42試合（先発3試合）に登板して2勝5敗7セーブ、防御率4.34、70奪三振を記録した。
2017年はAA級アクロンとAAA級コロンバスでプレーし、2球団合計で45試合に登板して3勝1敗3セーブ、防御率2.70、70奪三振を記録した。
2018年もAA級アクロンとAAA級コロンバスでプレーし、2球団合計で47試合に登板して8勝4敗2セーブ、防御率3.86、95奪三振を記録した。

### レイズ時代
2018年12月13日にインディアンス、タンパベイ・レイズ、シアトル・マリナーズによる三角トレードが行われ、レイズはインディアンスにジェイク・バウアーズを放出し、サルサーとヤンディ・ディアスを獲得、マリナーズはインディアンスにカルロス・サンタナを放出し、エドウィン・エンカーナシオンを獲得した。
2019年、マイナーではAAA級ダーラム・ブルズでプレーし、49試合（先発4試合）に登板して6勝3敗2セーブ、防御率3.27、89奪三振を記録した。9月2日にメジャー契約を結んでアクティブ・ロースター入りすると、6日のトロント・ブルージェイズ戦でメジャーデビュー。9月29日にDFAとなった。この年メジャーでは7試合に登板して防御率0.00、9奪三振を記録した。

### オリオールズ時代
2019年10月1日にウェイバー公示を経てボルチモア・オリオールズへ移籍した。
2020年は19試合に登板して1勝5敗5セーブ、防御率5.56、19奪三振を記録した。
2021年は60試合に登板して5勝4敗8セーブ、防御率2.70、73奪三振を記録した。

### マーリンズ時代
2022年4月3日にアントニオ・ベレス、ケビン・ゲレーロ、後日発表選手、MLBドラフト指名権（2巡目戦力均衡ラウンドB）とのトレードで、タナー・スコットと共にマイアミ・マーリンズへ移籍した。この年は39試合に登板し、1勝4敗2セーブ、防御率5.29という成績を残した。

### ダイヤモンドバックス時代
2022年11月8日にウェイバー公示を経てアリゾナ・ダイヤモンドバックスへ移籍した。
2023年は開幕ロースター入りを果たしたが、4月9日に右肩の肉離れにより60日間の負傷者リストに入った 。7月30日にメジャー復帰を果たしたが、その試合で1回を2安打1失点と打たれ、8月1日にDFAとなった。

### レイズ傘下時代（2期目）
2023年8月5日にウェイバー公示を経てタンパベイ・レイズに移籍した。AAA級ダーラム・ブルズで12試合に出場し、2勝0敗、防御率3.86という成績を残したが、メジャー昇格することなくシーズンを終了した。オフの11月4日に40人名簿から外され、11月6日にFAとなった。

### メッツ時代
2023年11月20日にニューヨーク・メッツとマイナー契約を結び、2024年のスプリングトレーニングに招待選手として参加することになった。
2024年はAAA級シラキュース・メッツで1試合に登板後、4月8日にメジャー契約を結んでアクティブ・ロースター入り。メジャーでは4試合に登板したが、防御率9.64と苦戦した。7月22日にDFAとなった。

### レイズ時代（3期目）
2024年7月26日に金銭トレードでタンパベイ・レイズに移籍した。シーズン終盤の6試合（11.2イニング）に登板し無失点と素晴らしい結果を残した。

## 選手としての特徴
最速95.9mph（約154.3km/h）のフォーシームが投球の約半分を占め、変化球は、チェンジアップ、スライダー、カーブの順に投げる。

## 詳細情報

### 年度別投手成績
| 年 度    | 球 団    | 登 板 | 先 発 | 完 投 | 完 封 | 無 四 球 | 勝 利 | 敗 戦 | セ 丨 ブ | ホ 丨 ル ド | 勝 率 | 打 者 | 投 球 回 | 被 安 打 | 被 本 塁 打 | 与 四 球 | 敬 遠 | 与 死 球 | 奪 三 振 | 暴 投 | ボ 丨 ク | 失 点 | 自 責 点 | 防 御 率 | W H I P |
| -------- | -------- | ----- | ----- | ----- | ----- | -------- | ----- | ----- | -------- | ----------- | ----- | ----- | -------- | -------- | ----------- | -------- | ----- | -------- | -------- | ----- | -------- | ----- | -------- | -------- | ------- |
| 2019     | TB       | 7     | 0     | 0     | 0     | 0        | 0     | 0     | 0        | 0           | ----  | 29    | 7.1      | 5        | 0           | 3        | 0     | 0        | 9        | 0     | 0        | 0     | 0        | 0.00     | 1.09    |
| 2020     | BAL      | 19    | 0     | 0     | 0     | 0        | 1     | 5     | 5        | 1           | .167  | 100   | 22.2     | 17       | 2           | 17       | 1     | 0        | 19       | 1     | 0        | 18    | 14       | 5.56     | 1.50    |
| 2021     | BAL      | 60    | 0     | 0     | 0     | 0        | 5     | 4     | 8        | 6           | .556  | 257   | 63.1     | 48       | 5           | 23       | 0     | 0        | 73       | 6     | 1        | 20    | 19       | 2.70     | 1.12    |
| 2022     | MIA      | 39    | 0     | 0     | 0     | 0        | 1     | 4     | 2        | 5           | .200  | 149   | 34.0     | 39       | 6           | 16       | 1     | 0        | 38       | 0     | 0        | 23    | 20       | 5.29     | 1.62    |
| 2023     | ARI      | 4     | 0     | 0     | 0     | 0        | 0     | 0     | 0        | 0           | ----  | 23    | 5.1      | 5        | 2           | 3        | 0     | 0        | 4        | 0     | 0        | 4     | 4        | 6.75     | 1.50    |
| 2024     | NYM      | 4     | 0     | 0     | 0     | 0        | 0     | 0     | 0        | 1           | ----  | 23    | 4.2      | 6        | 1           | 3        | 0     | 0        | 7        | 0     | 0        | 5     | 5        | 9.64     | 1.93    |
| 2024     | TB       | 6     | 2     | 0     | 0     | 0        | 1     | 0     | 0        | 0           | 1.000 | 43    | 11.2     | 3        | 0           | 6        | 1     | 0        | 8        | 0     | 0        | 0     | 0        | 0.00     | 0.77    |
| '24計    | TB       | 10    | 2     | 0     | 0     | 0        | 1     | 0     | 0        | 1           | 1.000 | 66    | 16.1     | 9        | 1           | 9        | 1     | 0        | 15       | 0     | 0        | 5     | 5        | 2.76     | 1.10    |
| MLB：6年 | MLB：6年 | 139   | 2     | 0     | 0     | 0        | 8     | 13    | 15       | 13          | .381  | 624   | 149.0    | 123      | 16          | 71       | 3     | 0        | 158      | 7     | 1        | 70    | 62       | 3.74     | 1.30    |

- 2024年度シーズン終了時

### 年度別守備成績
| 年 度 | 球 団 | 投手（P） | 投手（P） | 投手（P） | 投手（P） | 投手（P） | 投手（P） |
| 年 度 | 球 団 | 試 合     | 刺 殺     | 補 殺     | 失 策     | 併 殺     | 守 備 率  |
| ----- | ----- | --------- | --------- | --------- | --------- | --------- | --------- |
| 2019  | TB    | 7         | 0         | 1         | 0         | 0         | 1.000     |
| 2020  | BAL   | 19        | 2         | 3         | 0         | 0         | 1.000     |
| 2021  | BAL   | 60        | 6         | 4         | 0         | 0         | 1.000     |
| 2022  | MIA   | 39        | 3         | 4         | 0         | 1         | 1.000     |
| 2023  | ARI   | 4         | 1         | 1         | 0         | 0         | 1.000     |
| 2024  | NYM   | 4         | 0         | 0         | 0         | 0         | ----      |
| 2024  | TB    | 6         | 0         | 1         | 0         | 0         | 1.000     |
| '24計 | TB    | 10        | 0         | 1         | 0         | 0         | 1.000     |
| MLB   | MLB   | 139       | 12        | 14        | 0         | 1         | 1.000     |

- 2024年度シーズン終了時

### 背番号
- 71（2019年, 2025年 - ）
- 54（2020年 - 2021年、2023年 - ）
- 31（2022年）